# Шуленин, Владимир Васильевич
Владимир Васильевич Шуленин (13 марта 1936 — 25 мая 2008) — советский хоккеист, нападающий.
Воспитанник московского «Спартака», дебютировал за команду мастеров в 1955 году. Играл в тройке Никифоров — Егоров — Шуленин под № 13. Был капитаном команды, в сезоне-1956/57 стал самым результативным игроком «Спартака». В своём последнем сезоне 1960/61 играл на позиции защитника.
Завершил карьеру в 25 лет.